# آلان ادوال
آلان ادوال (سوئدی: Allan Edwall؛ ۲۵ اوت ۱۹۲۴ – ۷ فوریهٔ ۱۹۹۷) یک بازیگر و خواننده اهل سوئد بود. وی بین سال‌های ۱۹۵۳ تا ۱۹۹۷ میلادی در بیش از ۴۰۰ اثر هنری حضور داشت.
وی دانش‌آموختهٔ «مدرسه سلطنتی هنرهای دراماتیک استکهلم» است و در ۱۰مین دوره جوایز گلدباگن سوئد، برنده جایزه «بهترین بازیگر نقش مرد» بابت هنرنمایی در فیلم «امیل و بچه‌خوک» گردید.

## گزیدهٔ فیلم‌شناسی
- قربانی (۱۹۸۶)
- اوکه و دنیای او (۱۹۸۴)
- پی و بی (۱۹۸۳)
- فانی و الکساندر (۱۹۸۲)
- برادران شیردل (۱۹۷۷)
- الویس! الویس! (۱۹۷۶)
- امیل و بچه‌خوک (۱۹۷۳)
- مهاجران (۱۹۷۱)
- ما همگی شیطانیم (۱۹۶۹)
- ۴×۴ (۱۹۶۵)
- همهٔ این زنان (۱۹۶۴)
- نور زمستانی (۱۹۶۳)
- چشم اهریمن (۱۹۶۰)
- چشمه باکره (۱۹۶۰)
- پرندگان وحشی (۱۹۵۵)